# 2010 (Csillagkapu)

## Ismertető
| Figyelem: Itt a Csillagkapu 4. évadjának cselekményét vagy a végkifejletet is olvashatod. |

Az epizód belevág az események közepébe, Sam férjével, Joe-val reggelizik, közben gyermekvállalási problémájukról beszélgetnek. Szóba kerül az Aschen faj is, mely egy fejlett civilizáció, a Földénél magasabb szintű orvostudománnyal.
Kiderül, hogy 2010-ben járunk, az előző Csillagkapu epizód után tízéves ugrás történt a jövőbe. A Föld a hosszú élet és tökéletes egészség paradicsomának tűnik, ami az Aschen Konföderációval létrejött szövetségnek köszönhető. Éppen 10. évfordulója annak, hogy a CSK-1 először kapcsolatba került az Ashcenekkel, az erre való megemlékezés alkalmából ünnepség készül. A Csillagkapu jelenleg nyilvános átjáróként működik más világokra és a J. R. Reed Űrközpontban áll. Az Aschenek segítségével a Goa'uldokat már legyőzték, az elnök a CSK-1-gyel mindig szembenálló Robert Kinsey. Az évfordulós ünnepségen jelen van minden CSK-1 tag, kivéve Jack O'Neillt. Azt is megtudjuk, hogy Hammond tábornok meghalt.
Jelenleg Sam és férje gyermeket szeretnének, de eddig nem sikerült Samnek teherbe esnie. Aschen orvosuk azt mondja, mindkettőjükkel minden rendben van, csak próbálkozzanak tovább. Amikor ezt elmeséli Janetnek, ő megkéri Samet, hogy menjen el hozzá egy vizsgálatra. Janet megemlíti, hogy unatkozik, mivel az Aschen orvostudománynak köszönhetően a betegségek szinte eltűntek. Sam beleegyezik a vizsgálatba, és később Janet közli a megrázó hírt vele: Samnek sosem lehet gyereke. Samet feldúlja a hír, de nemcsak amiatt, hogy nem lehet gyermeke, hanem mert Aschen orvosa hazudott neki, amikor azt állította, minden rendben van vele. Ekkor azon kezdenek gondolkodni, vajon mással is megtörtént-e ugyanez. Kutatni kezdenek a Sam laborjában lévő Ashcen számítógépekben.
Sam és Janet hamar rájön a sötét titokra: az Aschenek az emberiség több mint 90%-át sterilizálták, elérve így, hogy harc nélkül átvehessék az uralmat a Föld fölött. Vélhetően Hammond tábornokot is ők ölték meg, amikor gyanakodni kezdett.
A Csillagkapu Parancsnokság és a CSK-1 korábbi tagjai rájönnek, hogy lehetetlenség lenne legyőzni az Ascheneket, a legjobb esélyük a győzelemre, ha meg nem történtté teszik a velük való legelső találkozást. Aschen szenzorokat használva Sam meg tudja határozni, mikor lesznek napkitörések, melynek segítségével ugyanúgy visszautazhatnának az időben, ahogy korábban 1969-be jutottak el és vissza. A tervük az, hogy figyelmeztetést küldenek a múltba a jelenleg központi helyen, nyilvánosan elérhető, Ashcenek által őrzött Csillagkapun keresztül.
Első feladatuk, hogy megszerezzenek egy GDO-t, vagyis az eszközt, ami ahhoz szükséges, hogy a Csillagkapu Parancsnokságon a kapu íriszét kinyissák. Közben Sam rájön, hogy férje tudott az Aschenek ármányáról, bár őt úgy tájékoztatták, hogy az emberiségnek csak egyharmadát fogja érinteni a sterilitás. O'Neill sosem bízott az Aschenekben és megkeseredett, amiért figyelmen kívül hagyták véleményét. Bár kezdetben visszautasította Sam kérését, amikor a segítségét kérte tervük végrehajtásában, végül csatlakozik a régi CSK-1-hez. Samnek férje segítségét is kérnie kellett, aki nagykövetként bejuthat a Fehér Ház Ovális Irodájába és ellophatja onnan az utolsó működőképes GDO-t. Joe beleegyezik, ám cserébe azt kéri, hogy Sam ne vegyen részt az akcióban.
Az üzenet múltba juttatásához Teal'c és egy másik Jaffa segítségét is megnyerik magunknak. Sikerül átjutniuk a kapu körüli erős védelmi rendszeren és tárcsázni. Azonban miközben megpróbálják az üzenetet a kapuig eljuttatni, a védelmi rendszer egymás után lövi le őket. Teal'c, Jack és Daniel halála után Sam elrohan férje mellől és a Csillagkapu felé indul. Abban a pillanatban, hogy őt is lézertalálat éri, sikerül még az eseményhorizontba dobnia a véres papírdarabot, az O'Neill által írt üzenetet. A csapatból Janet az egyetlen túlélő, mivel még az akció előtt a Chulakra szökött.
Újra 2000-ben járunk, a Csillagkapu Parancsnokságon bejövő féregjáratot észlelnek, a CSK-1 azonosítója érkezik, majd egy darab gyűrött papír jön át a kapun. Rajta O'Neill saját kézírásával (és vérével) egy rövid üzenet: „Semmilyen körülmények között ne menj a P4C-970-re.” Hammond tábornok azonnal elrendeli a kapucím törlését a tárcsázó számítógépből, hogy a Föld véletlenül se kerülhessen kapcsolatban a bolygóval.

## Érdekességek
- Az epizód címe tiszteletadás Arthur C. Clarke 2010. Második űrodisszeia című művének. Clarke Űrodisszeia sorozatában a Csillagkapu kifejezést a Monolit nevű eszközre használták, mely szintén átjáró volt más bolygókra. Clarke sorozatához hasonlóan eme epizód folytatásának címe a Csillagkapu sorozatban is 2001.
- A történet a 2001 című részben folytatódik, amikor a CSK-1 kapcsolatba kerül az Aschenekkel egy másik bolygón. Ők gyorsan szövetségek ajánlanak a Földnek. Végül legyőzik őket és valószínűleg elpusztultak egy fekete lyukban.
- Joseph Faxon a 2001 című részben is feltűnik, ő tárgyal az Aschenekkel.
- Ebben az epizódban használták utoljára a Zat-et arra, hogy a harmadik lövéssel atomjaira bontsa az áldozatot, amikor O'Neill lelőtte Mollemet.
- Ez az epizód az egyike annak a háromnak, melyekben Teal'cet arany tetoválása nélkül láthatjuk.
- A CSKP Múzeum Kapuszobájában érdekes módon a bedrosiaiak jele látható egy zászlón, akik az Új alapok című részben foglyul ejtették a CSK-1-et.
- A CSKP Múzeum Kapuszobájában a turisták egyike a Csillagkapu-másolat előtt fényképezteti magát, és közben a Star Trekből ismert vulcani tisztelgéssel int.
- Az epizód során megemlítik, hogy Hammond tábornok szívrohamban halt meg 2004-ben. A valóságban az őt játszó színész, Don S. Davis szintén szívrohamban halt meg 2008-ban.

## Külső hivatkozások
- Stargate Wiki